# Tomorrow Can Wait
«Tomorrow Can Wait» (с англ. — «Завтра можно подождать») — песня французского диджея Давида Гетта, американского певца Криса Уиллиса и немецкого диджея Tocadisco из третьего студийного альбома Гетта Pop Life. Песня была выпущена как пятый сингл с альбома 7 июля 2008 года. Музыкальное видео было впервые выпущено на YouTube 15 августа 2008 года общей продолжительностью три минуты и сорок семь секунд. 

## Список композиций
- French CD single

1. «Tomorrow Can Wait» (radio edit) – 3:10
2. «Tomorrow Can Wait» (club mix) – 6:44

- European CD single

1. «Tomorrow Can Wait» (radio edit) – 3:10
2. «Tomorrow Can Wait» (Tocadisco Evil Mix) – 6:07
3. «Tomorrow Can Wait» (Arias Seat Ibiza Remix) – 7:21
4. «Tomorrow Can Wait» (Sharam Remix DG Edit) – 6:21
5. «Tomorrow Can Wait» (club mix) – 6:44

## Хит-парады

### Недельные хит-парады
| Хит-парад (2008–2014)            | Высшая позиция |
| -------------------------------- | -------------- |
| Австрия (Ö3 Austria Top 40)      | 47             |
| Бельгия/Фландрия (Ultratop 50)   | 44             |
| Бельгия/Валлония (Ultratop 50)   | 19             |
| СНГ (TopHit Airplay)             | 19             |
| Франция (SNEP)                   | 7              |
| Германия (GfK)                   | 56             |
| Венгрия (Dance Top 40)           | 6              |
| Венгрия (Editors' Choice Top 40) | 29             |
| Италия (Musica e Dischi)         | 31             |
| Нидерланды (Single Top 100)      | 35             |
| Russia Airplay (TopHit)          | 21             |
| Словения (SloTop50)              | 18             |
| Швейцария (Schweizer Hitparade)  | 43             |

### Годовые хит-парады
| Хит-парад (2008)        | Позиция |
| ----------------------- | ------- |
| СНГ (TopHit)            | 79      |
| Франция (SNEP)          | 58      |
| Венгрия (Dance Top 40)  | 23      |
| Russia Airplay (TopHit) | 85      |

## Даты выхода
| Страна  | Дата            | Формат                      | Лейбл         |
| ------- | --------------- | --------------------------- | ------------- |
| Франция | 7 июля 2008     | Цифровая загрузка, CD-сингл | Ultra Records |
| США     | 9 сентября 2008 | Цифровая загрузка           | Ultra Records |